# Вербицький Петро Іванович (генерал-лейтенант)
Петро Іванович Вербицький (29 липня 1863 — після 1918) — російський військовий інженер, генерал-лейтенант (1916)

## Біографія
Вербицький Петро Іванович народився в дворянській сім'ї 29 липня 1863 року. Початкову освіту здобув у Білоцерківському реальному училищі. На військову службу вступив у серпні 1882 року. В серпні 1885 закінчив Миколаївське інженерне училище, був випущений з чином підпоручика в 6-й саперний батальйон, розквартирований в Києві.

## Військова служба
Почав службу в Києві в 6-му саперному батальйоні. Петро Вербицький проходив службу на посадах командира роти і завідувача господарством батальйону. У серпні 1887 отримав звання поручика. У 1889 році закінчив за першим розрядом Миколаївську інженерну академію, штабс-капітан. У серпні 1894 року отримав звання капітана. З травня 1901 року тимчасово займав посаду командира батальйону. У червні 1901 року призначений начальником штабу 3-й саперної бригади і отримав звання підполковника.
У листопаді 1904 року Петро Іванович підвищений у званні до полковника і призначений командиром розквартированого у Варшаві 9-го саперного батальйону. На чолі батальйону з квітня 1905 брав участь в російсько-японській війні 1904—1905 рр. У лютому 1907 переведений командиром 5-го саперного батальйону, дислокованого в Києві. З серпня 1909 року перебував на посаді генерала для доручень при генерал-інспекторові з інженерної частини. За відзнаку по службі у грудні 1910 отримав звання генерал-майора. У березні 1911 року був призначений інспектором польових інженерних військ Київського військового округу. З листопада 1912 р був інспектором польових інженерних військ в Київському військовому окрузі. Під час Першої світової війни Вербицький П. І. — начальник інженерних постачань армій Південно-Західного фронту. У грудні 1916 року йому присвоєно звання генерал-лейтенанта. 
З 1918 року перебував в українській армії гетьмана П. Скоропадського. Мав звання генерального значкового, що відповідало чину генерал-лейтенанта. Був призначений начальником адміністративного відділу Головного Інженерного управління Військового міністерства.

## Нагороди
Петро Іванович Вербицький нагороджений орденами Білого Орла (1915), Святого Володимира 2-го (ВП 18.03.1915), 3-го (25.12.1908) і 4-го ступенів, Святої Анни 1-го (ВП 16.02.1915), 2-го (1903) і 3-го ступенів, Святого Станіслава 1-го (1912), 2-го, 3-го ступенів.